# Kim Hye-lim
Kim Hye-lim (6 dicembre 1985) è una schermitrice sudcoreana, specializzata nella sciabola. Ha vinto una medaglia di bronzo ai Campionati mondiali di scherma.